# Hrabovszky György (lelkész)
Hrabovai Hrabovszky György, Hrabowszky (Homokbödöge (Veszprém megye), 1762. március 8. – Lajoskomárom, 1825. április 12.) evangélikus lelkész.

## Élete
Hömökbödögén született, ahol apja, a későbbi szuperintendens Hrabovszky Sámuel lelkész volt. Időközben téti lelkésszé választatása után, fia itt tanult 1773-ig, majd Sopronba ment, ahol 10 és fél évet töltött. Innen külföldre akart indulni, de míg a szükséges kiutazási engedélyért folyamodott, 1784. január 7-én Uraj-Újfalu meghívta iskolatanítójának, azzal a feltétellel, hogy együtt viselje a lelkészi hivatalt is. E meghívásnak engedve, 1786-ig ott működött. Ekkor azonban az útlevelet megkapta és kiment Wittenbergbe, majd 1787. április 18-án Halléba, ahol 1788 végeig maradt. Külföldön teológiai tanulmányai mellett az egyetemek könyvtárait bújta, a magyar irodalmi művek végett. 1788-ban a várpalotai egyház meghívta lelkésznek, és ott hivataloskodott, 1795-ig. Közben az 1791. évi pesti zsinatra az egyházak képviselőjéül küldték, és ott egy fontos beszédet tartott. 1795. március 1-jén Kissomlyóra ment. 1800-ban a vadosfai gyűlésen allevéltárnokká választották, de 1803. október 12-én ismét megválasztották Palotára, ahol 1804-ben foglalta el hivatalát és az alsó veszprémi egyházmegyének esperese, a komáromi és fehérvári egyházmegyéknek pedig adminisztrátora lett. Azonban innen is elköltözött 1817-ben, Lajoskomáromba, leginkább azért, hogy az ottani németeket és szlovákokat magyarosítsa, ami neki sok viszály után némileg sikerült is. Itt is hunyt el, 1825-ben. Jellemző vonás életéből az, hogy mindenáron közeledést akart a három főbb keresztény felekezet között; épp ezért egyaránt dolgozott a református Prédikátori Tárházba és a római katolikus egyházi Értekezések és Tudósításokba; ezenkívül élete minden percét a hazai irodalom és nemzetiség ügyének szentelte. Levelezett csaknem minden tudósunkkal, főpapokkal, hercegekkel stb. Munkái kiadásáért is sokat fáradozott, de emellett gyermekei nevelését és könyvtára gyarapítását sem hanyagolta el, amelyet 2000 kötetesre fejlesztett.
Cikkei a Zeitschrift von und für Ungern (VI. 1804. David v. Perlaky A. C. Prediger); a Tudományos Gyűjteményben (1817. II. Tudós asszonyokról, névtelenül, IV. Horehoviczai Dudith András élete T., 1818. XI. Mádai Dávid Sámuel hálai főorvos élete, 1820. III. Győrvármegyei írók, akik nyomtatásban kisebb vagy nagyobb munkákat adtak ki, X. Id. Deccard Kristóf János soproni ev. rektor élete, 1825. VII. Brutus Mihály historiografus élete); költeménye a Bachich István, A véletlen halálnak siralmas és örvendetes neme… 1802. márc. 10. Veszprém (Perlaky Dávid fő Senior úr felett mondott áriák) c. műben és a Minervában (1832. IV.)

## Munkái
- Jobb egyházi embernek kevés tudománynyal bírni, de a kevéssel használni mint sokat tudni, de a sok tudomány mellett mind az emberiség, mind a keresztyénség regulájit elhibázni. Ennek valóságát kivánta a magyar közönség eleibe terjeszteni egy Dunamelléki magyar evangelikus prédikátor. Pest, 1787. (Valójában Halléban nyomatott.)
- Evangyeliomos könyv, melyben a vasárnapok és a jeles innepekre rendelt evangyeliomi szakaszok magyaráztatnak. A tanuló ifjuság számára s a Krisztus esméretében nevelkedni kivánó hiveknek épületekre, németből (Scheffer után) magyarra fordítattatott és minden vasárnapra való imádságokkal megszereztetett. Bécs, 1789. (2. kiadás. Veszprém, 1793.)
- Jeles innepekre való kérdések, melyeket ama nagy érdemű doctor Seiler Fridrik György német katekismusához tartozó toldalékjából vett s a keresztyén nevendékenység számára magyarra fordított. Veszprém, 1789.
- A Haza szeretete. Egy protestáns prédikáczió, melynek olvasása után ama jó hazafi Magyar Dániel jobb ember, jobb keresztyén, jobb magyar hazafi lehet. Árultatják a szegények 7 kr. Veszprém, 1790. (Szeicz Leo műve ellen írt czáfoló egyházi beszéd.)
- Háláadó prédikáczio melyel kegyes királyunk II. Leopold megkoronáztatásának innepét ülte a palotai evangelika ekklezsia advent 1. vasárnapján. Bécs 1791.
- A sz. Luczai Uj szállóknak eredetek, szaporodások, azon törvényekkel együtt, melyekkel virágzásokat eszközli IV. Ferdinánd, a két Sziciliai országok királya. Irta olaszul IV. Ferdinánd Nápolyban, 1789-ben németre fordíttatott Bécsben, 1791-ben magyarra Palotán. Veszprém, 1792.
- Főtiszt. Fock bécsi evangy. superintendensnek az igaz hazafiságrúl mondott szent beszédei. Egy hazája békességét ohajtó k. méltóság kivánságára németből fordíttattak s a magyar hazára alkalmaztattak. Veszprém. 1793.
- A Palotai evang. árvaház felszentelésekor tartott Isteni tiszteletnek rendi. Veszprém, 1793.
- A szegényekhez, kivált a gyámoltalan árvákhoz való irgalmasságnak édes gyümölcseire emlékeztető prédikáczio, melyet a kis somlyai alumnium felállításának alkalmatosságával sz. három. 1. vasárnapján a gazdagról és a Lázárról szóló evangeliomból mondott. Hatodik beszéd a szegény tanulók javokra 1795. (Veszprém.)
- Zakariás bőjtje, melyet Zakariás napján boldogult N. N. Szabó László árvák atyja felett tartott halotti prédikáczio után leírt. Szombathely, 1797. (Versben.)
- Szomoru halotti ének, mely Egyházas N. N. Nagy-Berzsenyi Juliánna asszony felett mondatott... Szombathely, 1797.
- A dunántúli evangy. aug. conf. superintendentia predikátorai, kiknek rövid le-irásokkal a l. pásztori hivatalnak ötvenjét békével meg-ért fő tiszt. tudósn. és nemzetes Nagy István superintendens és sz. lőrintzi prédikátor úrnak kedveskedett... Veszprém, 1803. Online (Ism. N. Annalen der Literatur 1809. II. 257. l.)
- A gyilkosul megöletett XVI. Lajos franczia királyról tartott gyász beszéd, melyet quinquagesimae vasárnapján 1793. a szokott evangyéliumra Palotán mondott s az igaz hazafiságról szólló beszédeihez toldalékul adott. Bécs, 1815.
- A szolgálatra való készség áldozatjának T. N, és N. Szakonyi János úrnak... kora halálát így siratta egy igaz vére. Veszprém, év. n.

### Kéziratai
Magyar Mecenások betűrendben, 12 ív; Tudós asszonyok, 8 ív; Lexikon Irenicum: Béke szótár, 65 ív; Jóltevő intézetek, 74 ív; Megjutalmazott tudósok és kézmívesek 25 ív; Brutus Mihály cs. kir. historiografus élete, 11/2 ív; Külföldre szakadott és ott meghalt magyar tudósok, 8 ív; Krisztus urunk kínszenvedése és halálának leírása, 29 ív; Keresztelő János élete 12 ív; Az augustana vallástételt tartó túl a dunai superintendensek vagy evangelikus püspökök élete 1796-ig (másolata Fabó András agárdi ág. ev. lelkész birtokában volt); Jézus élete. Minden vallásbecsülő ker. ifjak és nevendékeknek javokra Feddersen után németből, 19 ív; Memorabilia August. Confes. in Hungaria Trans-Danubiana 1521-1817, 70 ív; A kis somlói ev. ekkl. történetei 1785-1806-ig; Gymnasologia, azaz túl a dunai A. C. levő ev. kerület professorai, akadémicusai és iskola tanítói betűrendben, 30 ív; Presbiterologia Ev. A. C. Trans Danubiana, azaz: túl a dunai aug. conf. levő evang. snyerintendentia prédikátorai, Luther és Dévay reformátiójoktól fogva e mostani időkig lehozva, 100 ív; Veszprém, Somogy, Tolna, Zala, Baranya, Győr, Moson, Sopron, Vas, Komárom, Fejér nemes vármegyék írói, 70 ív; Annales sui temporis 1784-1821. (naptári jegyzetek) sat. 925 ívre menő kéziratai fiának Hrabovszky Jánosnak birtokába jutottak; innét kerültek a soproni evangélikus főiskola levéltárába.
A Magyar Nemzeti Múzeumban következő kéziratai vannak: A siketek és némák eránt való tisztünkről, 1801. 8r. 20 lap; Tabula chronologica memorabilioram Aug. Conf. in Hungaria Trans Danubiana 1803., ívrét tizenegy levél; Jelentése Dudith András életének kiadásáról 1820., Dudith András pécsi püspök élete, Mossóczi Institoris Mihály élete, Recensiója az oskolai tanítók tárházának, melyet Sipos József kiadott 1817., Clerogamia, avagy néhány papok bajairól, kik a róm. cath. vallásban vagy megházasodtak, vagy megházasodni akartak 1816, Theodul vendégsége, összesen 4rét 180 lap; Hazafiúi jelentés jótevő intézetekről gyűjtölt szótára felől és három levele Horvát Istvánhoz: Lajos-Komárom, 1818. jún. 1.. 1819. szept. 13., egy hely és kelet nélkül.